# Ioan Olteanu

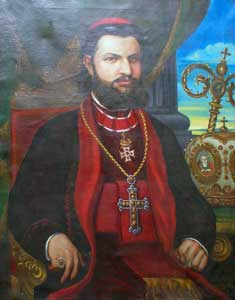
Bischof Joan Olteanu

Ioan Olteanu (* 14. Dezember 1839 in Sântesci, Rumänien; † 29. November 1877 in Oradea) war Bischof von Oradea Mare (Großwardein) der Rumänischen griechisch-katholischen Kirche.

## Leben
Ioan Olteanu besuchte das Gymnasium in Lugoj und Blaj, studierte Theologie in Wien und wurde am 5. April 1863 zum Priester geweiht. Am 25. Juli 1870 wurde er zum Bischof von Lugoj ernannt. Konsekriert wurde er am 18. September 1870 durch Iosif Papp-Szilágyi, dem Bischof von Oradea (Großwardein). 
Bereits drei Jahre später wurde er am 16. Dezember 1873 zum Bischof von Großwardein gewählt. Papst Pius IX. bestätigte diese Wahl nach wenigen Tagen (22. Dezember 1873). Die feierliche Installation fand am 24. Januar 1874 in der St. Nikolaus-Kathedrale von Großwardein statt. Er widmete sich besonders der Karitas in seinem Bistum. Er erhielt viele Auszeichnungen, war Träger des Großkreuzes des Franz-Joseph-Ordens und Päpstlicher Thronassistent. 
Nach schwerer Krankheit (Leberzirrhose) starb er im Alter von nur 38 Jahren und wurde in der Krypta der St.-Nikolaus-Kathedrale in Oradea (Großwardein) beigesetzt.